# Zimtflügelspecht
Der Zimtflügelspecht (Piculus simplex) ist ein in Mittelamerika vorkommender Vogel aus der Familie der Spechte (Picidae).

## Merkmale
Zimtflügelspechte erreichen eine durchschnittliche Körperlänge von 18 Zentimetern und ein Gewicht von 51 bis 55 Gramm. Zwischen den Geschlechtern besteht ein leichter Sexualdimorphismus. Bei den Männchen sind Ober- und Hinterkopf, Nacken, Zügel und Wangen in einem kräftigen Rot gefärbt, bei den Weibchen erscheint diese Farbe nur am Hinterkopf. Bei beiden Geschlechtern ist der Brustbereich grün-weiß gescheckt, der Bauch olivbraun und weiß gesperbert. Die Vögel haben grünliche, leicht zimtfarben überdeckte Flügel sowie ein ebenso gefärbtes Rückengefieder. Die langen dunkelgrünen Steuerfedern sind keilförmig und dienen als Stütze, wenn sie sich an Baumstämmen bewegen. Der Schnabel ist schwarzgrau, die Iris bläulich bis gelblich. Beine und Füße sind olivgrau.

## Verbreitung und Lebensraum
Der Zimtflügelspecht kommt im Osten von Honduras, im Süden von Costa Rica sowie im Westen Panamas vor. Hauptlebensraum der Art sind feuchte Wälder und waldige Berghänge in Höhenlagen bis zu 750 auf der zum Karibischen Meer und bis zu 900 Meter auf der zum Pazifischen Ozean gerichteten Seite. Sie ist sehr standorttreu.

## Lebensweise
Die einzeln oder paarweise lebenden Vögel ernähren sich von Ameisen und Käfern sowie deren Brut. Die Nahrung wird am Boden oder in verrottetem Holz gesucht. Das Brutgeschäft findet zwischen Februar und Mai statt. Das typische Spechtnest wird als Höhle in einen abgestorbenen Baumstamm in Höhen zwischen 2,5 und 5,0 Metern gezimmert. Eine Nesthöhle wird mit zwei bis vier Eiern bestückt. Brut- und Nestlingszeiten sind noch nicht dokumentiert.

## Gefährdung
Der Zimtflügelspecht ist in seinen Vorkommensgebieten nicht bedroht und wird demzufolge von der Weltnaturschutzorganisation IUCN als  „least concern = nicht gefährdet“ klassifiziert.